# 凪 (声優)
凪（なぎ）は日本の女性声優。主にアダルトゲームに声をあてている。

## 出演作品
太字は主役・メインキャラクター

### ゲーム
2006年
- 淫辱触手電車 降界凌辱編（エリス・グラッセン・耀子）
- ポコゲー 〜東方使節団凌辱記〜（優姫）

2007年
- 学園調教委員会 〜牝教師淫辱の放課後〜（涼子）
- 校内えっち 妹孕ませ特別授業（綾端小百合）
- SYOKUSYULIEN 〜淫獄の大地〜（あいもとたかこ）
- マジカルチェンジゆうきくん（吉崎春香）

2008年
- 淫触の辱夢（尾上志津子）
- 埼狂痴漢電車 〜7人の獲物達〜（エカテリーナ）

2009年
- 〜追雌特快(オウメトッカイ)〜 痴漢電車Hカップ若妻まいな（相原舞奈）

2010年
- 触囚の巫女 〜禁じられた姉弟触手交歓（美神楽咲耶）
- ツンデレついんず水泳部 〜オトナのレッスンしてください〜（桐島さくら）
- ドキドキ痴漢くらぶ 〜ねえ、電車の中でHしよ〜（千草優衣）
- ぼくらの孕孕スクールライフ 〜クラス全員中出し完了〜（菖蒲朋花）

2011年
- 淫獄の筺 〜閉じ込められた美人母娘〜（かなみ）
- 淫! 辱! ピンクレンジャー!! 〜堕ちた変身ヒロイン〜（ピンク）
- 母妹催淫恥育 〜こんな俺に疼いて悶えろ!（森本沙希）
- 母娘催眠 〜オヤコサイミン〜（福原愛美）
- 俺の妹は、ツンデレで変態でした 〜お兄ちゃんの前でだけなんだからね!（永沢真央）
- ぴんく・シスターズ 〜さばさばしているのに実はうぶなお姉ちゃんと、お兄ちゃんが大好きな妹〜（新田成美）
- 爆走女装計画 〜もしも俺が女装させられてレディースに入隊させられたら〜（美香）
- 嫁の妹との淫愛 〜妻に隠れて交わる夫と義妹〜（夏目紗々）

2012年
- 淫薬依存学園 〜もっと…もっとちょうだい！〜（日々野紗耶香）
- 兄妹秘哀 〜イヤなのに、カンじちゃう〜（大鳥有紗）
- 姪奴喫茶 〜こんなに嫌いな叔父に奉仕させられるなんて〜（塩尻芹菜）

2013年
- いいなり生徒会長 〜肉欲に堕ちる学園アイドル〜（長月綾奈）
- インモラル・ラヴァーズ 〜嫁や義父には言えない家庭の情事〜（二ノ瀬七海[1]）
- 父娘の秘密 〜妻に言えない親子の関係〜（青木里紗）
- 女学園の性欲食堂 〜特精ソースで傀儡に変わる少女たち〜（珠沢てまり[2]）
- 妻のJK妹との学内淫交 〜止められない､背徳への誘惑〜（新山千佳[3]）
- 服を捨てて街を歩こう! 〜透明薬で第一歩〜（上村まどか[4]）
- 見習い退魔師 本気でイキますっ!（天野宮亜真乃[5]）
- モン娘☆ハート 〜搾精されるは世界のためっ!?〜（ハーピー[6]）

2014年
- ドキッ! 生意気アイドル快楽堕ちスペシャル! 〜中出し自由、枕もあるよ〜（藤井寺みむる[7]）
- パパとナマイキ娘の催眠相姦 〜妻には秘密の躾け方〜（浦川初枝[8]）
- ママは同級生 〜あなたの父親だけじゃ満足できないの〜（桐原美唯奈[9]）

2015年
- ×× OF THE DEAD（百草沙織[10]）
- オヤジ⇔優等女学生 〜取り替えて蹴落として〜（横道梨乃[11]）
- これって、リア充? 〜黒ギャルが、ドーテーを教育するそうですよ〜（神宮寺亜梨沙[12]）
- 愛娘は、マゾ性隷 〜娘だからって遠慮しないでね?〜（杜崎瑠菜[13]）

#### 同人ゲーム
- 家族監禁 〜愛娘みすず、不帰の世界と歪んだ快楽〜（岡辺美鈴）
- 皇女姦落 〜高貴な乙女は目覚めない辱夢を見るか?〜（アリッサ＝ロマーニア）
- 催淫 〜生意気な女達の中へサインイン!〜（麻倉沙織）
- 堕落皇女 〜魔術師の罠に嵌った聖女〜（クリス）
- 蟲島 -Arachnid Bug-（咲）

### インターネットラジオ
- 菜々美&いりたんの飲んべぇでいいよ（サブパーソナイティ 第18 - 88回）